# Gjallarhorn (groupe)
Pour les articles homonymes, voir Gjallarhorn (homonymie).
Gjallarhorn est un groupe finlandais de musiques du monde, originaire d'Ostrobotnie du Sud. Son nom vient de Gjallarhorn, le cor du dieu Heimdall dans la mythologie nordique. La musique et les chansons du groupe s'inspirent de la musique folk nordique, aussi bien finlandaise que suédoise et norvégienne. Son univers s'inspire des traditions et des mythes scandinaves médiévaux.

## Histoire
Le groupe a été fondé en 1994 dans la partie suédophone de la Finlande par Jenny Wilhelms, Christopher Öhman et Jacob Frankenhaeuser. Leur musique est un mélange de sonorités classiques des pays de la baltique et de sonorités venant du monde entier, à travers par exemple l'utilisation du didjeridoo. Les paroles sont chantées en suédois, en finnois ou en islandais. Le groupe devient rapidement un quartet en 1996 avec l'arrivée d'un percussionniste, et a conservé cette configuration depuis.
En 1997, le premier album, Ranarop, sort. Le groupe est sélectionné comme « groupe de musique folklorique de l'année 1997 » et l'album est élu « CD de musique folklorique de l'année 1997 » en Finlande. En 1998, le groupe commence à faire des tournées professionnelles fréquentes et à se produire dans des festivals internationaux de musique du monde, de folk et de jazz. Gjallarhorn a tourné en Europe, aux États-Unis, en Australie, en Nouvelle-Zélande, au Canada et au Japon.
Le deuxième album Sjofn sort en 2000 (réédité en 2007), et le troisième album, Grimborg, en 2002,. En 2003, Grimborg reçoit le prix français de l'Académie Charles Cros pour les musiques du monde et Gjallarhorn a été nommé pour le prix de la musique du Conseil nordique des ministères.
En 2004, le groupe effectue une tournée pour son 10e anniversaire et le Fonds culturel suédois de Finlande a sélectionné le groupe et Jenny Wilhelms pour son prix d'honneur annuel, décerné à des artistes dans différents domaines de la culture et de l'éducation. En 2005, le groupe commence à travailler sur de nouveaux morceaux. Le quatrième album Rimfaxe sort en 2006. L'album est mixé aux États-Unis par Bruce Swedien. Le didjeridoo est remplacé par le sub-contrebass recorder de Göran Månsson comme effet drone et basse du groupe. 

## Membres

### Membres actuels
- Jenny Wilhelms chant, violon (depuis 1994)
- Adrian Jones - alto, mandoline (depuis 2000)
- Petter Berndalen - percussions (depuis 2004)
- Göran Månsson - flûtes (depuis 2005)

### Anciens membres
- Jakob Frankenhaeuser - didjeridoo (1994-1996)
- Christopher Öhman - alto, mandoline (1994-2000)
- David Lillkvist - percussions (1996-2002)
- Tommy Mansikka-Aho - slideridoo (1996-2004)
- Sara Puljula - percussions (2002-2003)

## Discographie
- 1997 : Ranarop
- 2000 : Sjofn
- 2002 : Grimborg
- 2006 : Rimfaxe